# 保羅·弗萊徹
保羅·弗萊徹（英語：Paul Fletcher，1965年2月16日—）是一位澳大利亚政治人物，他的黨籍是澳大利亚自由党。自2009年開始，他是布拉德菲爾德選區選出的澳大利亞眾議院的議員。2019年至2022年任通訊部長。